# 関西学生サッカー連盟

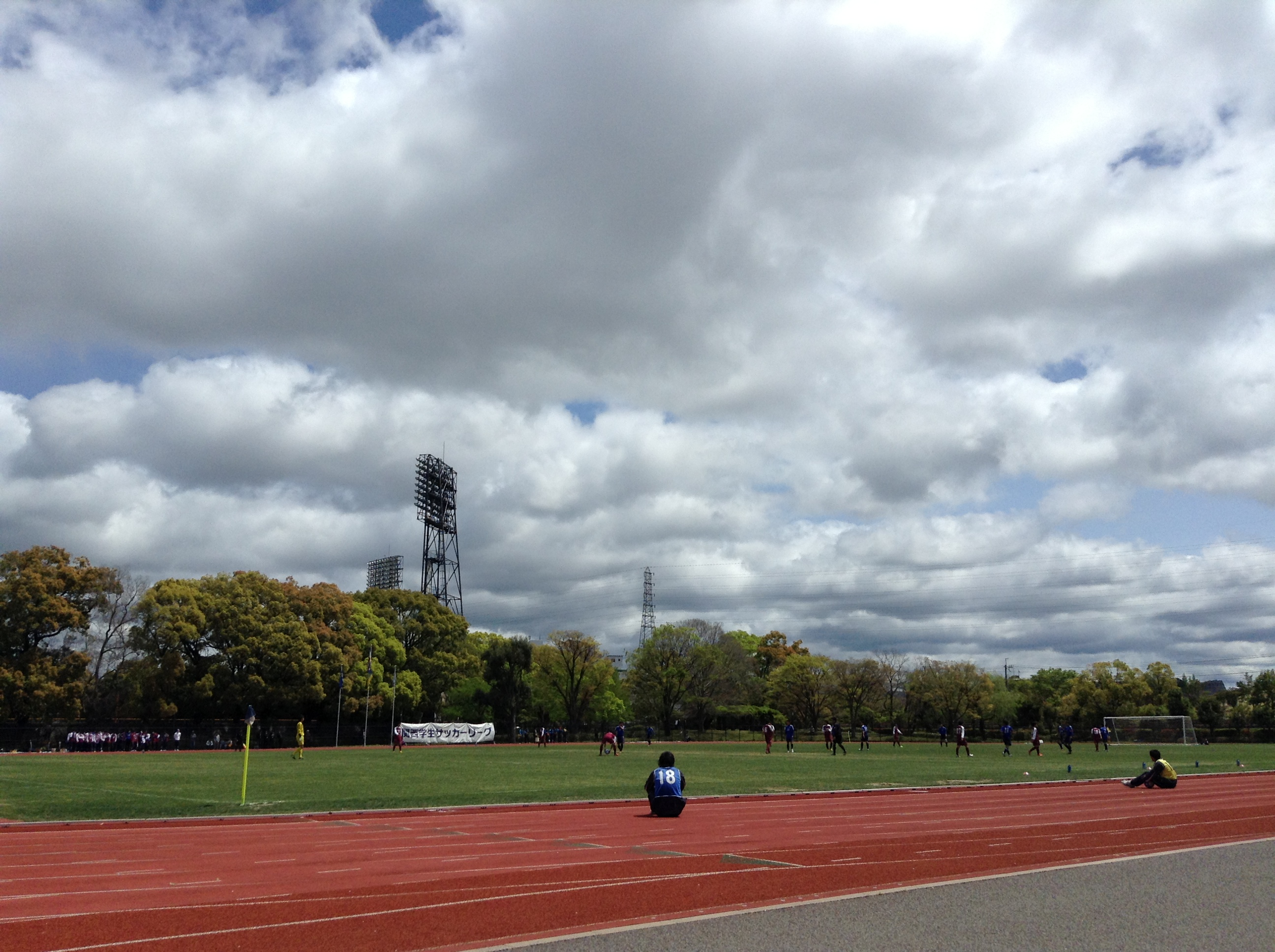
関西学生サッカーリーグの公式戦（桃山学院大学 vs 関西国際大学）

関西学生サッカー連盟（かんさいがくせいサッカーれんめい）は、関西地区2府4県に所在する大学サッカー部による競技団体組織である。

## 概要
関西学生サッカーリーグ（前期リーグ・後期リーグ）を主催している。
1部リーグの年間（前期・後期）通算成績上位4校には、全日本大学サッカー選手権大会の出場権が与えられる。
その他に、春季に行なわれる関西学生サッカー選手権大会（兼総理大臣杯全日本大学サッカートーナメント関西予選）を主催している。
関西学生サッカー選手権大会概要
- 方式：全加盟校によるトーナメント（2部校は2、3回戦から1部校は3回戦から出場）
- 期間：概ね6月上旬から7月上旬
- 表彰：第3位まで（上位6校が全日本大学サッカートーナメントに出場／2024年～）

その他の主催・主管
- 新人戦：5月後半～7月初旬（1大学2チームまで。予選リーグ・決勝トーナメントで実施。）
- Iリーグ（インディペンデンス・リーグ）：2003年から関東との協力で開始。主管を務めている。

## 沿革と概要
- 1923年 「関西専門学校ア式蹴球連盟」として創設。
- 1927年 「関西学生ア式蹴球連盟」と改称。
- 1929年 関東・関西学生リーグ1位対抗戦（王座決定戦）開催。
- 1936年 第1回 全関西学生蹴球トーナメント（春季に開催）開催。
- 1937年 第1回 朝日招待サッカー（毎年1月に開催）開催。
- 1972年 第1回 関西学生サッカー選手権大会開催。
- 1975年 関東・関西学生選抜対抗戦(昭和50～52藤枝）
- 1976年 「関西大学サッカー連盟」と改称。
- 1977年 第1回 総理大臣杯全日本大学サッカートーナメント（藤枝にて開催）※第6回大会から関西開催となる
- 1982年 東西学生チャンピオンズカップを実施。
- 1985年 「関西学生サッカー連盟」と改称。
- 1988年 第1回 関西学生サッカー新人戦。
- 1991年 春季リーグを導入し、年間2シーズン制に移行。入れ替え戦も春秋リーグ戦で実施。第1回 関西学生サッカー春季リーグ開催。
- 2003年 ジェルテックカップIリーグ［関西］を開始（2006年度後期より「タイカカップIリーグ」に名称変更）。
- 2008年 春秋制を撤廃し、前後期通年制のリーグに移行。通年リーグの結果が入替戦に反映される。
- 2021年 4部制に移行

## 組織構成・運営
編成
1～3部・各12チーム、4部・A、B
- 1～3部はそれぞれ2回戦総当たり方式で前期、後期に分けて実施
- 4部は前期をA、Bブロック並立、後期をA（上位校）・B（下位校）リーグに編成しそれぞれ1回戦総当たり方式で実施

入れ替え
2023年現在、1部から4部まで入れ替えは順位による自動昇降格のみで入れ替え戦は実施されていない
- 1部リーグ下位2校が2部リーグへ降格、2部リーグ上位2校が1部リーグに昇格
- 2部リーグ下位2校が3部リーグへ降格、3部リーグ上位2校が2部リーグに昇格
- 3部リーグ下位2校が4部リーグへ降格、4部Aリーグ上位2校が3部リーグに昇格